# Viola da terra
A viola da terra, também conhecida como "viola de arame", "viola de dois corações", ou "viola de 12 cordas", é um instrumento de cordas tradicional dos Açores, Portugal.

## História
A origem da viola da terra está relacionada com a presença da  viola portuguesa ou "guitarra", trazida do continente português no início do povoamento das ilhas dos Açores.
A viola da terra é "irmã" das violas  braguesa,  toeira,  amarantina,  caipira, e da viola de arame madeirense, tendo sofrido uma evolução diferente devido ao isolamento que condicionava a vivência nos Açores.
Nas Saudades da Terra, de Gaspar Frutuoso, primeiro cronista açoriano, são várias as referências a tocadores ou "tangedores" de viola da terra. Porém, até ao século XIX, altura em que surgem em gravuras alusivas a festividades populares representações da viola açoriana, desconhece-se a sua evolução, bem como o desenvolvimento das suas respetivas características.
Nos Açores, foram muitos os artesãos que se dedicaram à arte de construir violas da terra, os quais na sua maioria permanecem desconhecidos. Este saber, transmitido de geração em geração, permitiu que muitos desses artífices sustentassem (de forma exclusiva ou não) as suas famílias com a construção destes instrumentos musicais.
A viola da terra assumiu ao longo do tempo grande importância social e cultural na vida dos açorianos, marcando presença em diversas manifestações festivas tradicionais, para acompanhar melodias como a saudade, a sapateia, o pezinho, a bela aurora, a chamarrita, entre outras, ocupando lugar privilegiado na poesia popular e "partindo" para a diáspora com muitos dos que emigravam.
O instrumento fazia parte do enxoval do noivo e durante o dia era costume o mesmo ser colocado sobre uma colcha axadrezada. Esta união em que a viola era colocada com as cordas viradas para baixo, em contacto com o tecido da colcha, prevenia, dizem os antigos, a viola da terra de ganhar humidade, uma vez que se trata de um instrumento sensível às variações do clima açoriano.

## Características
Dotada de traços e de uma sonoridade particular, a viola da terra apresenta-se segundo dois tipos principais: a viola da terra micaelense e a terceirense. A viola da terra pode encontrar-se em quase todas as ilhas do arquipélago dos Açores, variando por diferenças de construção, encordoamento, afinação e técnica de execução.
Instrumento predileto do povo, a viola da terra é constituída por uma caixa de ressonância alta, estreita e em forma de oito, com cintura pouco acentuada, braço comprido e escala que vai até à boca, com vinte e um pontos. Apresenta 12 cordas de arame, dispostas em cinco parcelas: as três primeiras duplas e as duas seguintes triplas. A abertura existente no tampo tem forma de dois corações. Entre as duas filas de cravelhas da viola da terra é frequente existir um pequeno espelho que serviria para o ritual de se fazer a barba, lavar e pentear, antes do tocador se ir de porta em porta e de cigarro na boca a tocar pela freguesia.

### Viola da terra micaelense
A viola da terra micaelense é tradicional da Ilha de São Miguel, Açores, Portugal.

#### Características
O seu comprimento é de cerca de 87 cm. A boca geralmente tem a abertura com a forma de dois corações. A escala é saliente em relação ao tampo, e estende-se por cima deste até à boca. A cabeça geralmente é plana, ligeiramente inclinada em relação ao braço, e com uma forma rectangular, com cravelhas.
Geralmente, as ilhargas são feitas em nogueira, o tampo em pinho de Flandres, o braço em mogno ou choupo, os interiores em casquinha ou choupo e a escala em pau-preto.

#### Afinação
A viola da terra micaelense possui 5 ordens de cordas: as três ordens mais agudas são duplas e estão afinadas em uníssono, as duas ordens mais graves são triplas e estão afinadas em oitava.
Algumas fontes dão a seguinte afinação (de mais agudo a mais grave):
- Ré4 (uníssono)
- Si3 (uníssono)
- Sol3 (com oitava acima)
- Ré3 (com oitava acima)
- Lá2 (com oitava acima)

### Viola da terra terceirense
A viola da terra terceirense é tradicional da Ilha Terceira, Açores, Portugal.

#### Afinação
A viola terceirense possui 5 ordens de cordas: as três ordens mais agudas são duplas e estão afinadas em uníssono, as duas ordens mais graves são triplas e estão afinadas em oitava.
Algumas fontes dão a seguinte afinação (de mais agudo a mais grave):
- Mi4 (uníssono)
- Si3 (uníssono)
- Sol3 (uníssono)
- Ré3 (com oitava acima)
- Lá2 (com oitava acima)
Existe igualmente viola de 15 cordas, com uma sexta ordem de cordas triplas:
- Mi4 (uníssono)
- Si3 (uníssono)
- Sol3 (uníssono)
- Ré3 (com oitava acima)
- Lá2 (com oitava acima)
- Mi2 (com oitava acima)
Mais rara é a existência da viola de 18 cordas, com uma sétima ordem de cordas triplas, afinada ao gosto do tocador.

## Simbologia
A viola da terra apresenta um conjunto de características que se revestem de simbologia.
Constituem a abertura ou boca. Segundo a explicação popular açoriana, os dois corações (com as pontas em sentidos opostos) representam o amor entre duas pessoas que se separam fisicamente, ficando ligadas pelo mesmo sentimento que é a saudade.
Os corações estão ligados por um desenho que se assemelha a um "cordão umbilical", que se une numa lágrima – a lágrima da saudade. Esta lágrima da saudade é também referida como símbolo do Ás de Ouros, representando a busca de fortuna aquando da emigração.
No quadro "Os Emigrantes", de Domingos Rebelo, a viola da terra merece destaque, ao ser representada pelo pintor como um dos elementos da bagagem dos que partem, a par de um registo do Senhor Santo Cristo dos Milagres.

### Açor
Sobre o tampo, a segurar as cordas, em cada um dos lados do cavalete encontra-se uma representação do açor, ave que terá dado o nome ao arquipélago.

### Coroa do Espírito Santo
Rodada a viola da terra com as cravelhas para baixo, verifica-se que o desenho formado pelo "cordão umbilical" se assemelha à forma da Coroa do Espírito Santo, culto com grande devoção por parte do povo açoriano.

### Natureza / Lira
Abaixo do cavalete é costume existir um adorno em forma de planta, representativo da natureza, a maior riqueza das nove ilhas dos Açores. Representa também o trigo, indispensável para a alimentação base dos povoadores do arquipélago.
Este adorno varia consoante o construtor do instrumento. Por vezes, em seu lugar, existe uma representação de uma lira, ladeada por duas serpentes viradas para fora, cuja origem se desconhece.

## A viola da terra na atualidade
Nos últimos anos a viola da terra recebeu um grande influxo de dinamismo. Para tal, contribuiu, num primeiro momento, o trabalho do antropólogo da Universidade dos Açores Professor Doutor Rui Sousa Martins, com bibliografia publicada e exposições montadas sobre a matéria.
É reconhecido igualmente o papel de formadores e tocadores. Ricardo Melo elaborou um Manual de Apoio ao Estudo da Viola da Terra Micaelense. Rafael Carvalho, para além de um virtuoso tocador, tem desenvolvido um conjunto de aulas de viola da terra online para apoio a quem não tem acesso a um formador. Tem mantido o site www.violadaterra.webs.com, o primeiro dedicado unicamente ao instrumento, bem como publicou a série Método para Viola da Terra, Iniciação (2013), Básico (2015), Avançado (2016).
Atualmente são muitas as associações, entre as quais o Conservatório Regional de Ponta Delgada, que se dedicam à formação de jovens tocadores que sentem a curiosidade de experimentar um instrumento com simbolismo e tradição para o povo açoriano.
Em 2019, a Viola da terra foi oficialmente certificada como produto da marca Artesanato dos Açores.